# Streetly
Streetly az angliai Walsall mellett lévő település. Szomszédos Aldridge-dzsel, Sutton Coldfielddel és Four Oaksszal. Streetly egy félig vidéki körzet, sok farm és nyílt mező van a közelében. A közelében van a híres Sutton Park, ahol a településnek saját bejárata van. A bejárat mellett Stretly területén ered a Plants Brook. Itt tartják a Sutton Coldfield Golf Course-t.

## Története
A kezdetekben Streetly vidéki terület volt Staffordshire-ben, melynek az 1960-as években a lakóterületek kialakítása vetett véget. Közigazgatásilag Streetly 1974-ig az Aldridge-Brownhills városi körzet része volt. Ekkor ezt a területet beolvasztották Walsallva. Mindezek ellenére a területet erősebb szálak kötik Sutton Coldfieldhez, mivel ennek a városnak a postai körzetéhez tartozik. Streetly körzetszáma a birminghami 0121-gyel, és nem a walsalli 01922-vel egyezik meg, így itt is erősebb ebbe az irányba a kapcsolat.

## Oktatás
Streetlyben egy közép- és négy általános iskola van. Ezek a következők:
- The Streetly School (Speciális Sportiskola)
- Lindens Primary School
- Manor Primary School
- Blackwood Primary School
- St. Annes Catholic Primary School

## Politika
Mivel az Aldridge-Brownhills választókerület része, a terület jelenlegi parlamenti képviselője Richard Shepherd. A településnek három képviselője van a Walsalli Tanácsban, mindhárom konzervatív: Eddie Hughes, Brian Douglas-Maul és Gary Clarke.

## Híres lakosok
- Martin Shaw, népszerű brit televíziós színész
- Connie Talbot, nemzetközi szinten sikeres gyermekénekes, aki a Britain’s Got Talent televíziós tehetségkutató műsorban vált híressé.
- Tony Christie, énekes, legsikeresebb dala az első helyet is elért Amarillo
- Wilfred Bouma, holland labdarúgó, jelenleg a brit Aston Villa játékosa.